# Meranoplus unicolor
Meranoplus unicolor é uma espécie de formiga do gênero Meranoplus, pertencente à subfamília Myrmicinae.